# Mark Gastineau
Marcus Dell Gastineau (Ardmore, 20 novembre 1956) è un ex giocatore di football americano statunitense che ha trascorso tutta la carriera nella National Football League con i New York Jets dal 1979 al 1988, giocando nel ruolo di defensive end nella celebre linea difensiva soprannominata New York Sack Exchange.

## Carriera professionistica

### New York Jets
Mark ricoprì il ruolo di defensive end di sinistra nelle file dei New York Jets, in cui utilizzava il numero 99, per nove anni, dal 1979 al 1988. Fu scelto nel corso del secondo giro (41º assoluto) del Draft NFL 1979.
Mark fu selezionato per 5 partecipazioni al Pro Bowl, in una delle quali vinse il premio di miglior giocatore della partita stabilendo il primato di sack (4) della manifestazione.
Nel 1984 realizzò il record di sack in una stagione (22) diventando uno dei migliori pass-rusher della sua epoca. Tale record fu battuto solo nel 2001 da Michael Strahan, defensive end dei New York Giants.
Ritiratosi nel 1988 ufficialmente per passare più tempo con la compagna Brigitte Nielsen, si scoprì in realtà che faceva uso di steroidi anabolizzanti.

## Vita personale
Mark Gastineau è padre di un maschio, frutto della sua relazione con Brigitte Nielsen, durata diversi anni. Dal 1997 è sposato con Patricia Schorr.
Nel gennaio 2017 ha dichiarato di essere affetto dalla malattia di Parkinson e da quella di Alzheimer. 

## Record
Record NFL
- 2 stagioni consecutive da leader della lega in sack.
- 4 sack nel Pro Bowl.

Record dei New York Jets
- Maggior numero di sack in carriera (107 ½)
- Maggior numero di sack in una singola stagione (22)

## Palmarès
- (5) Pro Bowl (1981, 1982, 1983, 1984, 1985)
- (5) All-Pro (1981, 1982, 1983, 1984, 1985)
- Difensore dell'anno NEA NFL (1982)
- Giocatore dell'anno dell'AFC (1984)
- MVP del Pro Bowl (1984)
- Formazione ideale del 40º anniversario dei New York Jets
- New York Jets Ring of Honor

## Statistiche
| Anno   | Squadra       | P/PT    | Sack  | Int | FR | TD |
| ------ | ------------- | ------- | ----- | --- | -- | -- |
| 1979   | New York Jets | 16/1    | 2*    | 0   | 0  | 0  |
| 1980   | New York Jets | 16/16   | 11½*  | 0   | 1  | 0  |
| 1981   | New York Jets | 16/16   | 20*   | 0   | 2  | 0  |
| 1982   | New York Jets | 9/9     | 6     | 0   | 0  | 0  |
| 1983   | New York Jets | 16/16   | 19    | 0   | 2  | 1  |
| 1984   | New York Jets | 16/16   | 22    | 0   | 1  | 1  |
| 1985   | New York Jets | 16/12   | 13½   | 0   | 3  | 0  |
| 1986   | New York Jets | 10/7    | 2     | 0   | 0  | 0  |
| 1987   | New York Jets | 15/7    | 4½    | 0   | 0  | 0  |
| 1988   | New York Jets | 7/7     | 7     | 0   | 1  | 0  |
| Career |               | 137/108 | 107 ½ | 0   | 10 | 2  |

- I sack non divennero una statistica ufficiale fino al 1982
- Statistiche nei playoff: giocò in sette partite, di cui cinque come titolare, mettendo a segno 9 sack, di cui 4½ in tre gare nei playoff del 1982.